# Skupie (powiat siedlecki)
Skupie – wieś w Polsce położona w województwie mazowieckim, w powiecie siedleckim, w gminie Mokobody. Ma status sołectwa.
Wierni Kościoła rzymskokatolickiego należą do parafii św. Jadwigi w Mokobodach.
Do 1954 roku istniała gmina Skupie. W latach 1975–1998 miejscowość należała administracyjnie do województwa siedleckiego.
Wieś Skupie leży przy starym trakcie handlowym, który ciągnął się z północy na południe m.in. Łomżę, Węgrów, Siedlce, Łuków i Lublin. Jeszcze na pocz. XVIII w. tym traktem przewożono korespondencję z Siedlec do Warszawy przez Węgrów, gdzie znajdowała się najbliższa placówka pocztowa.